# Гакаборт

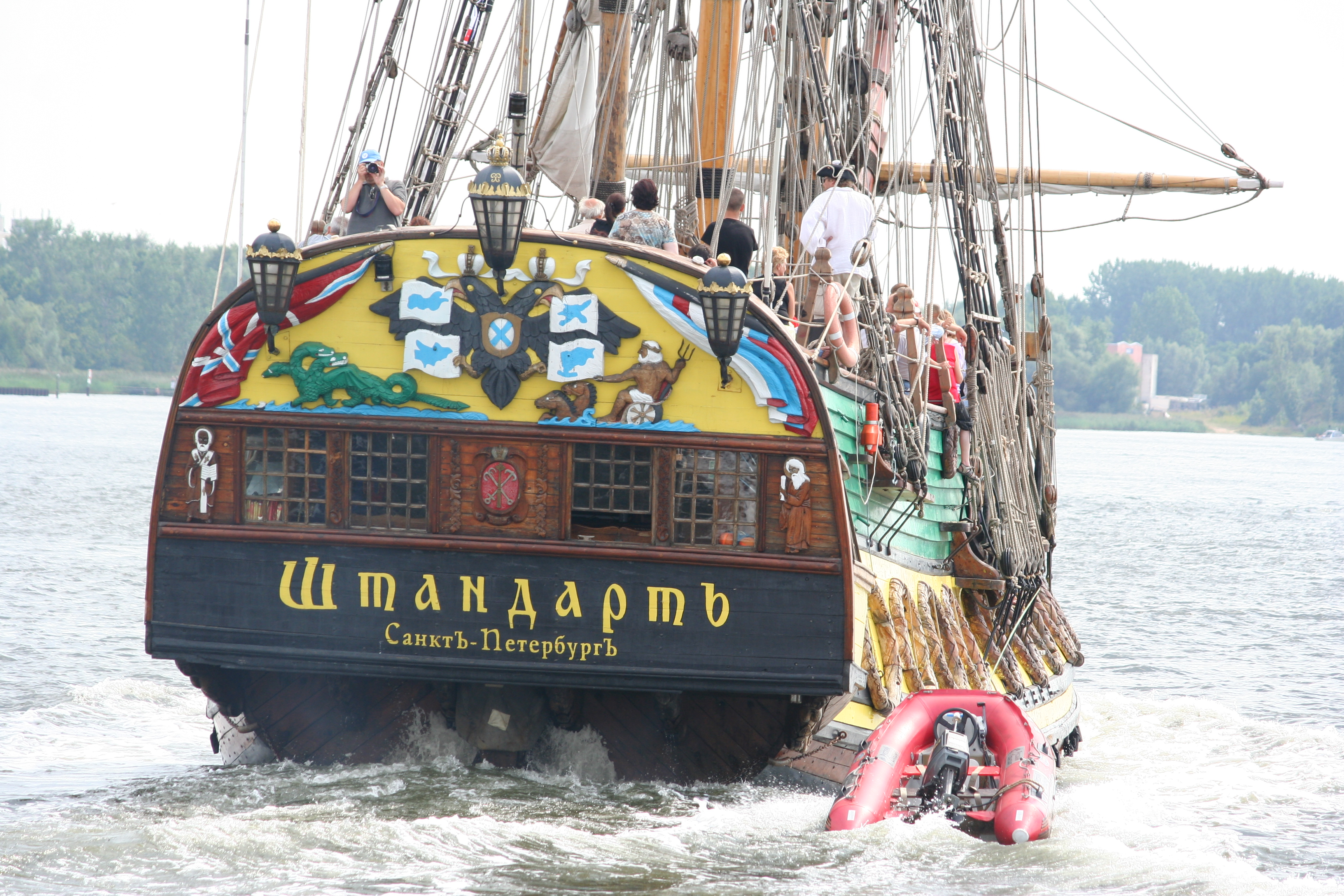
Гакаборт фрегата «Штандарт»

Гакабо́рт (нід. hakkebord, від haak — «гак» та bord — «борт») — верхня закруглена частина кормового краю судна. На старих вітрильних кораблях гакабортом називалася найвища частина корми від раковини над верхніми вікнами до планшира; на гакаборт накладалася різьба, що служила кормовою оздобою.
На дерев'яних суднах гакаборт утворюється вертикальними брусами — старн-тимберсами і контр-тимберсами, що кріпляться нижніми кінцями на вінтранці.
Біля гакаборта встановлюється кормовий флагшток, що служить (поряд з гафелем) для підйому кормового прапора.
На гакаборті розташовується один з навігаційних вогнів судна — гакабортний (кормовий) вогонь. Ходовий гакабортний (із сектором освітлення 135°) засвічується під час ходу судна, якірний (із сектором освітлення 360°) — під час якірної стоянки. У суден, зайнятих буксируванням, над гакабортним вогнем засвічується жовтий буксирувальний вогонь. На військових кораблях над ходовим гакабортним може засвічуватися нижній кільватерний вогонь, призначений для забезпечення орієнтації при плаванні в кільватерній колоні.